# Beneden Head
Das Beneden Head (französisch Cap Van Beneden) ist eine steilwandige, etwa 700 m hohe Landspitze an der Danco-Küste des Grahamlands auf der Antarktischen Halbinsel. Im Südosten der Arctowski-Halbinsel begrenzt sie nördlich die Einfahrt zur Andvord Bay sowie südlich die südliche Einfahrt in den Errera-Kanal.
Entdeckt wurde das kliffartige Kap bei der Belgica-Expedition (1897–1899) unter der Leitung des belgischen Polarforschers Adrien de Gerlache de Gomery. Dieser benannte es nach dem belgischen Biologen Édouard van Beneden (1846–1910), Mitglied der Expeditionskommission. Das UK Antarctic Place-Names Committee übertrug die Benennung 1957 in angepasster Form ins Englische.